# Concejo de Barranquilla
El Concejo de Barranquilla es una corporación político administrativa de elección popular. Es una de las máximas autoridades políticas de la ciudad, después de la Alcaldía de Barranquilla. La sede principal se encuentra en la calle 38 No. 45-01 piso 3, en la ciudad de Barranquilla.
Este ente está regulado por los reglamentos internos de la Constitución Política de Colombia. El Concejo de Barranquilla está conformado por concejales.

## Mesa directiva
La Mesa directiva del Concejo de Barranquilla está conformada por un presidente y dos vicepresidentes.
Está formada de la siguiente manera:
- Presidente: Leyton Barrios.
- Primer vicepresidente: Freddy Barón.
- Segundo vicepresidente: Antonio Eduardo Bohorquez Collazos.

## Conformación
El Concejo de Barranquilla está conformado por 21 concejales.
| Partido Político                  | Miembros |
| --------------------------------- | --- |
| Partido Cambio Radical            | Zamir Benavides Moreno José Francisco Trocha Gómez María Auxiliadora Henríquez Quintero Oswaldo Antonio Díaz Insignares Leyton Daniel Barrios Torres Samir Eduardo Radi Chémas |
| Partido Conservador Colombiano    | Juan Camilo Fuentes Pumarejo Samuel Elías Marino Angulo Andrés Felipe Ortiz Hernández Juan José Vergara                                                                        |
| Partido Liberal Colombiano        | Freddy de Jesús Varón Orozco Richard Hernández Barraza Mauricio Javier Villafañez Jabba Oscar David Galán Escalante.                                                           |
| Partido Social de Unidad Nacional | Heidy María Barrera Vergara Juan Ospino Acuña Ernesto «Tico» Crissien. |
| Polo Democrático Alternativo      | Recer Lee Pérez Torres Antonio Eduardo Bohórquez Collazos |
| Alianza Verde                     | Andrés Rengifo Lemus |
| Centro Democrático                | Julio César Álvarez |